# Peratophyga flavomaculata
Peratophyga flavomaculata là một loài bướm đêm trong họ Geometridae.